# Patrice Brun (archéologue)
 (août 2009).
Si vous disposez d'ouvrages ou d'articles de référence ou si vous connaissez des sites web de qualité traitant du thème abordé ici, merci de compléter l'article en donnant les références utiles à sa vérifiabilité et en les liant à la section « Notes et références ».
Pour les articles homonymes, voir Patrice Brun.
Patrice Brun, né le 7 juillet 1951 à Coblence, est un archéologue français, professeur émérite à l'Université de Paris I-Panthéon-Sorbonne, où il a enseigné la protohistoire européenne, les théories et les méthodes de l’archéologie.
Son principal champ de recherche couvre les 6500 ans avant notre ère, en Europe, entre l’adoption d’une économie agropastorale à celle de l’Etat dans une grande partie du continent, avec un accent particulier sur la protohistoire récente, c’est-à-dire les âges du Bronze et du Fer. Il a beaucoup travaillé sur des données issues d’opérations sur de grandes surfaces, inscrites dans des programmes de fouilles et de prospections d’échelle micro régionale et régionale. Il s’intéresse à des thématiques larges ayant affecté l’ensemble du continent européen : le commerce et les échanges, les formes d’occupation de l’espace et les dynamiques identitaires. Cette approche multiscalaire et transdisciplinaire est mise au service de sa problématique de prédilection : la dynamique des changements sociaux ayant conduit à l’émergence de l’État. Ses principaux travaux ont porté sur la « civilisation des Champs d’Urnes », le « phénomène princier » en Celtique nord-alpine, l’origine des Celtes, la signification sociale des dépôts funéraires et non funéraires, la spécialisation des tâches et la complexification sociale.

## Publications
- P. Brun, La Civilisation des Champs d'Urnes : étude critique dans le Bassin Parisien, Documents d'Archéologie Française, 4, Paris, Maison des Sciences de l'Homme, 1986, 168 p.
- P. Brun, Princes et princesses de la Celtique, le Premier Age du Fer (850-450 av. J.-C.), Paris, Errance, 1987, 217 p.
- P. Brun, C. Mordant (dir.) Le Groupe Rhin-Suisse-France orientale et la notion de Civilisation des Champs d'Urnes, Actes du Colloque international de Nemours, mars 1986, Nemours, A.P.R.A.I.F., 1988, 659 p.
- P. Brun, S. Van der Leeuw, C. R. Whittaker (dir.), Frontières d'Empire : Nature et signification des frontières romaines, Actes de la table ronde internationale de Nemours, mai 1992, Nemours, A.P.R.A.I.F., 1993, 157 p.
- P. Brun, B. Chaume (dir.) Vix et les éphémères principautés celtiques. Les VIe – Ve siècles av. J.-C. en Europe centre-occidentale, Actes du colloque international de Châtillon-sur-Seine, octobre 1993, Paris, Errance, 1997, 408 p.
- P. Brun, Fragments d'une protohistoire de la division sociale en Europe, Habilitation à diriger des thèses de l'université de Paris I, multigraphié, 1998, 169 p.
- P. Brun, C. Marcigny, J. Vanmoerkerke (dir.), Une archéologie des réseaux locaux : quelles surfaces étudier pour quelle représentativité ?, Dossier spécial, Les Nouvelles de l'Archéologie no 104-105, Paris, Errance, 2006, 96 p.
- A. Averbouh, P. Brun, C. Karlin, S. Mery, P. de Miroschedji (dir.), Spécialisation des tâches et sociétés, Techniques & Culture, no 46-47, Paris, Fondation de la Maison des Sciences de l'Homme, 2006, 360 p.
- L. Baray, P. Brun, A. Testart (dir.), Pratiques funéraires et sociétés, Actes du colloque international de Sens, juin 2003, Dijon, Éditions universitaires de Dijon (EUD), 2007, 419 p.
- P. Brun, P. Ruby, L'âge du Fer en France. Premières villes, premiers États celtiques, Paris, La Découverte, 2008, 177 p.
- P. Brun, C. Marcigny, J. Vanmoerkerke. L’archéologie préventive post-Grands Travaux. Traiter de grandes surfaces fractionnées et discontinues : de l’instruction des dossiers d’aménagements aux modèles spatiaux. Table ronde de Châlons-en-Champagne, May 2012, Châlons-en-Champagne, France. Bulletin de la Société archéologique champenoise, 110-2017 (4), 262 p., 2018. ⟨hal-02793472⟩